# 鹤城站 (咸镜北道)
鶴城站（韓語：학성역）是朝鮮民主主義人民共和國咸镜北道金策市鶴城洞的一個鐵路車站，属于平罗线。

## 邻近车站
平罗线
長坪站 - 鶴城站 - 松上站